# Tendilla
Tendilla község Spanyolországban, Guadalajara tartományban. Tendilla Peñalver, Fuentelencina, Moratilla de los Meleros, Fuentelviejo, Armuña de Tajuña és Romanones községekkel határos. Lakosainak száma 335 fő (2024).

## Népesség
A település népessége az utóbbi években az alábbiak szerint változott:
| Lakosok száma | 314  | 330  | 363  | 409  | 410  | 356  | 331  | 307  | 298  | 335  |
|               | 2001 | 2004 | 2006 | 2009 | 2011 | 2014 | 2016 | 2019 | 2021 | 2024 |